# Rafał Matera
Rafał Matera (ur. 26 października 1972 w Łodzi) – polski historyk gospodarczy i ekonomista, profesor nauk społecznych w dyscyplinie ekonomia i finanse, rektor Uniwersytetu Łódzkiego od 1 września 2024.

## Życiorys
Ukończył studia na Wydziale Filozoficzno-Historycznym Uniwersytetu Łódzkiego w 1996. Doktoryzował się w 2001 na podstawie pracy Integracja ekonomiczna krajów nordyckich.
Stopień doktora habilitowanego uzyskał w 2011 na Wydziale Ekonomiczno-Socjologicznym UŁ, na podstawie rozprawy G8 jako instytucja gospodarki światowej.
Jego zainteresowania naukowe koncentrują się na: gospodarce światowej, integracji międzynarodowej (zwłaszcza europejskiej), globalizacji, relacjach transatlantyckich, organizacjach międzynarodowych oraz myśli ekonomicznej i socjologicznej.
Od 2016 do 2024, przez dwie kadencje, był dziekanem Wydziału Ekonomiczno-Socjologicznego Uniwersytetu Łódzkiego. Został wybrany na rektora Uniwersytetu Łódzkiego na kadencję 2024–2028.
Jest autorem i współautorem ponad 100 publikacji z zakresu historii gospodarczej, stosunków transatlantyckich, myśli ekonomicznej. Był promotorem doktoratu honoris causa przyznanego przez Uniwersytet Łódzki Hermanowi Van Rompuy’owi w 2021.
Jest członkiem zarządu Polskiego Towarzystwa Historii Gospodarczej oraz członkiem Łódzkiego Towarzystwa Naukowego.

## Odznaczenia
- Srebrny Krzyż Zasługi, za zasługi w dokumentowaniu prawdy o najnowszej historii Polski, 2023[13]